# Forsteronia
Forsteronia es un género de fanerógamas de la familia Apocynaceae. Es originario de México y de América tropical. Comprende 91 especies descritas y de estas, solo 44 aceptadas.

## Descripción
Son lianas o arbustos escandentes; tallos con secreción lechosa, glabros, glabrescentes a pubescentes; coléteres interpeciolares inconspicuos. Hojas opuestas, usualmente con coléteres en el nervio central, algunas veces eglandulares; láminas glabras a pubescentes, de manera usual con domacios en las axilas de los nervios. Inflorescencias cimosas o tirsiformes, terminales o subterminales, con muchas flores, glabras a pubescentes; brácteas inconspicuas. Flores con un cáliz de 5 sépalos, iguales, diminutos, glabros o pubescentes, con varios coléteres en la base, rara vez ausentes; corola rotada a subcampanulada, sin corona anular o lóbulos coronales libres en la superficie interior, blanca, blanco-verdosa, color crema o amarilla, rara vez rojiza, el tubo corto e inconspicuo, el limbo con 5 lóbulos, la estivación dextrorsa; estambres exertos o incluidos, los filamentos libres o coalescentes alrededor del estilo, las anteras conniventes y aglutinadas a la cabeza estigmática; cabeza estigmática anchamente fusiforme; gineceo 2-carpelar, apocárpico, con numerosos óvulos; nectario 5-lobulado, de forma más rara entero o 2- o 3-lobulado. Frutos apocárpicos, compuestos de manera usual por 2 folículos, divaricados o paralelos, cilíndricos o moniliformes; semillas numerosas, desnudas, comosas en el ápice micropilar.

## Taxonomía
El género fue descrito por Georg Friedrich Wilhelm Meyer y publicado en Primitiae Florae Essequeboensis . . . 133–134. 1818. La especie tipo es: Forsteronia spicata (Jacq.) G.Mey.

## Especies
- Forsteronia acouci  A.DC.
- Forsteronia acutifolia Müll.Arg.
- Forsteronia alexandri Griseb.
- Forsteronia amazonica Monach.
- Forsteronia amblybasis S.F.Blake
- Forsteronia apurensis Markgr.
- Forsteronia corymbifera (Miers) Sandwith
- Forsteronia fallax Taub. ex Woodson
- Forsteronia myriantha Donn.Sm.
- Forsteronia peninsularis Woodson
- Forsteronia spicata (Jacq.) G.Mey.